# Dinamo Bukarest
Dinamo Bukarest (Fotbal Club Dinamo București) ist ein rumänischer Sportverein aus Bukarest. Seine Fußballabteilung spielt seit 2023 in der ersten rumänischen Fußballliga. Bis 2022 trug der Verein seine Heimspiele im 1951 eröffneten Dinamo-Stadion aus. Seitdem ist der Club übergangsweise im neugebauten Stadionul Arcul de Triumf (8100 Plätze) beheimatet, bis der geplante Neubau auf dem Grund des Dinamo-Stadions fertiggestellt ist.

## Geschichte des Fußballvereins

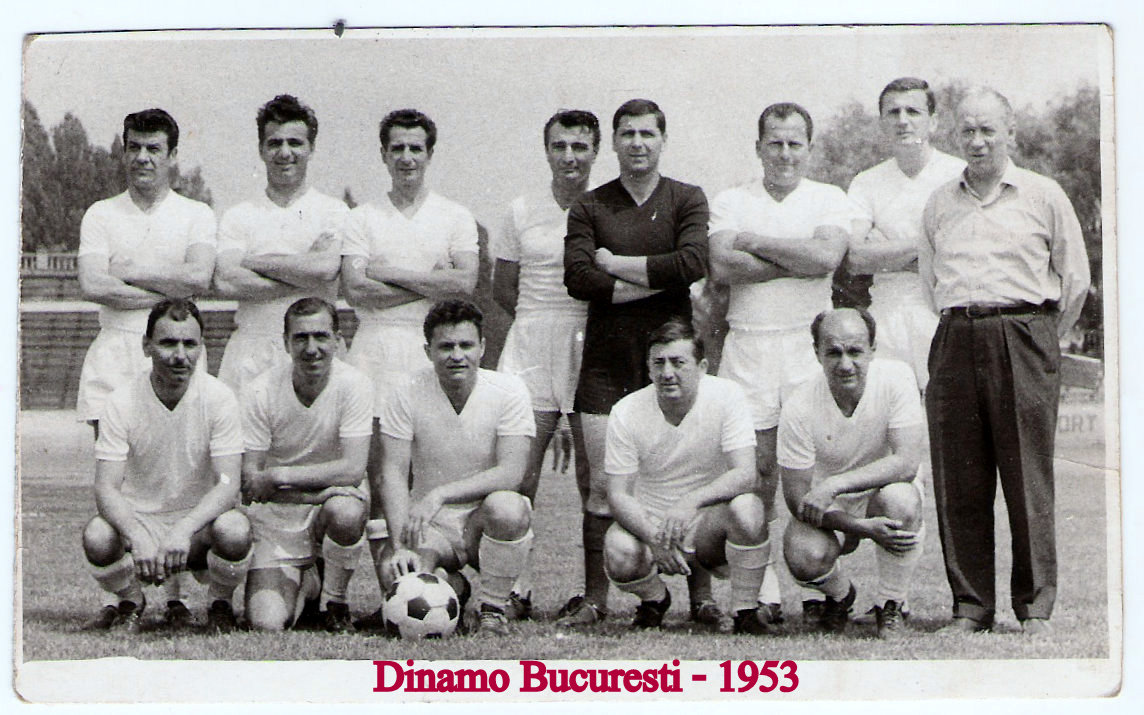
Dinamo Bukarest 1953

Der Verein ging am 14. Mai 1948 aus den Bukarester Fußballvereinen Unirea Tricolor MA („Vereinigung Drei Farben/MAI“) und Ciocanul București („Hammer Bukarest“) hervor. Erster Trainer der Mannschaft war Coloman Braun-Bogdan. Die erste Meisterschaft gewann Dinamo 1955 und den ersten Pokal 1959. Dies waren die Grundsteine für viele weitere Titel in der Geschichte des Vereins. Während der 1960er Jahre folgten fünf weitere Meisterschaften und zwei Pokalsiege sowie viele Spiele auf europäischer Bühne, wodurch sich Dinamo Bukarest einen Namen machte. In den 1970er Jahren errang das Team die Meistertitel Nummer sechs bis neun. Im folgenden Jahrzehnt konnte der Verein neben weiteren nationalen Titeln auch internationale Erfolge verbuchen, insbesondere durch das Erreichen des Halbfinals im Europapokal der Landesmeister 1984, wo man gegen den FC Liverpool ausschied. Besonders bemerkenswert war auch die letzte Meisterschaft vor der Jahrtausendwende im Jahre 1992, als Dinamo 34 Spiele lang ungeschlagen blieb. In den folgenden Jahren blieben die Erfolge jedoch zunächst aus. Erst im Jahr 2000 meldete sich der Verein mit dem nationalen Double wieder zurück. Im selben Jahr wurde ein Zehnjahresvertrag mit dem Zweitligisten FCM Poiana Câmpina abgeschlossen, das als Satellitenteam von Dinamo fungieren sollte.

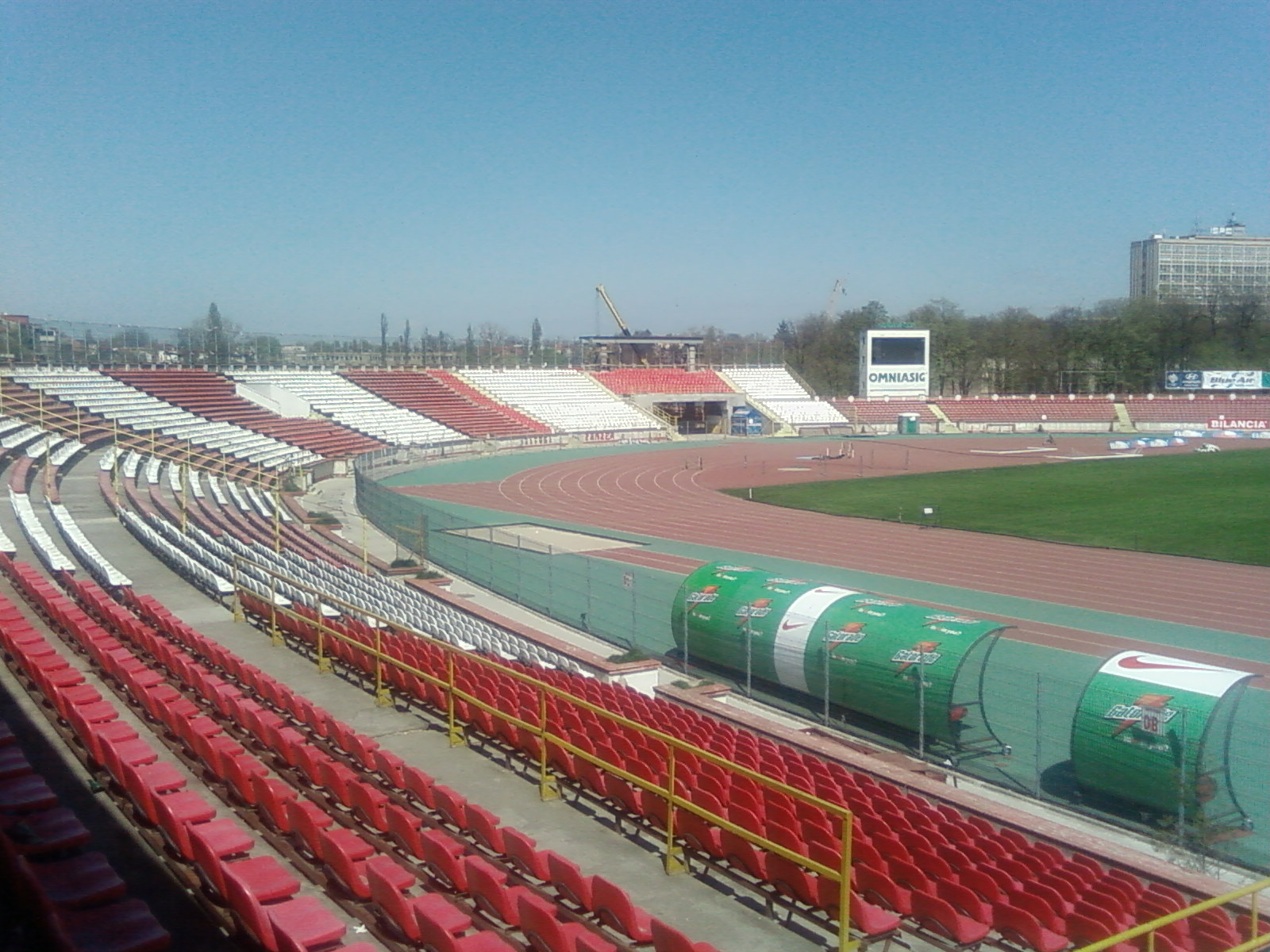
Dinamo-Stadion

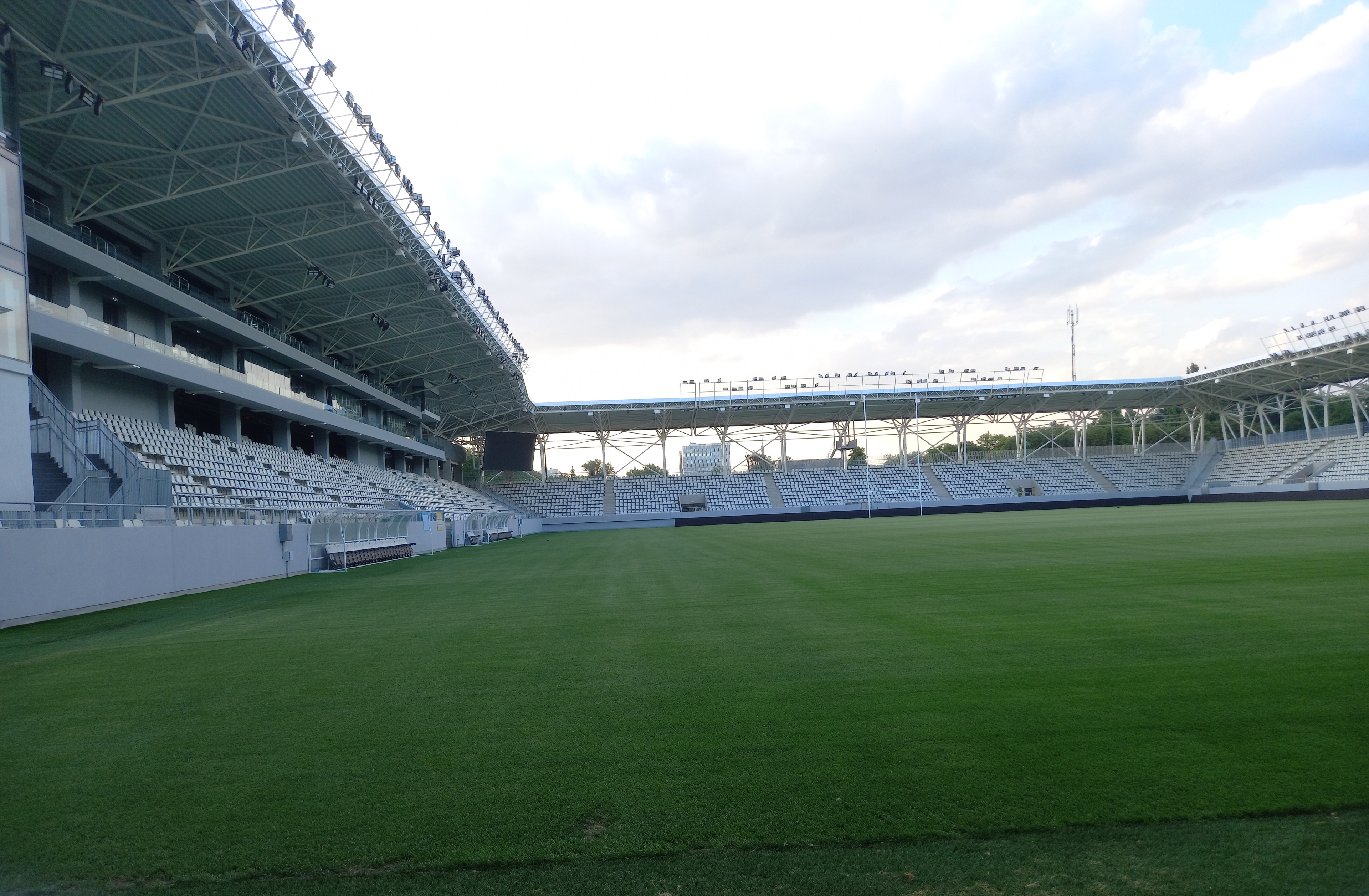
Stadionul Arcul de Triumf

Am 12. Juni 2006 wurde Mircea Rednic als neuer Trainer verpflichtet. Mit ihm gelang Dinamo in der Spielzeit 2006/07 seine 18. und bisher letzte Meisterschaft. Trotz der großen nationalen Erfolge gelang dem Verein bis heute noch nicht der entscheidende internationale Durchbruch. Auch in der Saison 2007/08 verpasste man den Einzug in die Gruppenphase der UEFA Champions League durch eine Niederlage gegen Lazio Rom in der dritten Qualifikationsrunde. Aus diesem Grund trat auch der Trainer Rednic am 2. September 2007 zurück und wurde am 5. September 2007 durch den dreimaligen Welttorhüter Walter Zenga ersetzt, der allerdings nur bis zum 25. November des Jahres blieb. Nachdem zwischenzeitlich Cornel Țălnar die Verantwortung für die Mannschaft innegehabt hatte, übernahm am 4. März 2008 Gheorghe Mulțescu die Aufgabe, den Tabellensechsten Dinamo wieder an die Spitze zu führen. Țălnar wurde sein Co-Trainer. Bereits vier Wochen später, am 31. März 2008, trat Mulțescu zurück und Țălnar übernahm das Training für die restlichen acht Spieltage der Saison 2007/08. Im Juni 2008 wurde Mircea Rednic erneut Trainer der Mannschaft, sein Co-Trainer wurde Ion Vlădoiu. Im Juni 2009 trat Rednic von seinem Amt zurück und wurde am 23. Juni 2009 durch den ehemaligen italienischen Nationalspieler Dario Bonetti ersetzt. Dieser wurde nach kontroversen Aussagen bezüglich der Dinamo-Aktionäre Anfang Oktober 2009 entlassen. Nach einer 20-tägigen Interimslösung durch Marin Ion sprang erneut Cornel Țălnar in die Bresche, dieses Mal mit der Unterstützung von Ioan Viorel Ganea als Co-Trainer. Im Sommer 2010 wurde Ioan Andone Trainer der Mannschaft und konnte das Endspiel der Cupa României 2010/11 erreichen. Er wurde am 11. Juli 2011 von Liviu Ciobotariu abgelöst. Obwohl Dinamo den zweiten Tabellenrang belegte und das Halbfinalhinspiel der Cupa României 2011/12 gegen Gaz Metan Mediaș gewonnen hatte, wurde Ciobotariu nach einer Heimniederlage gegen Petrolul Ploiești am 10. April 2012 entlassen und durch den Rückkehrer Dario Bonetti ersetzt.
Nach adidas, joma und Lotto, die die technischen Ausstatter waren, übernahm 2006 Nike diese Aufgabe.
Im März 2014 wurde der Klubvorsitzende Cristi Borcea sowie der Mäzen Gigi Netoiu zu mehrjährigen Haftstrafen wegen Steuerhinterziehung verurteilt. Am 14. Mai 2014 meldete der Verein Insolvenz an, nachdem der Investor Ionuț Negoiță seinen Rückzug angekündigt hatte.

## Erfolge
- Rumänischer Meister (18): 1955, 1962, 1963, 1964, 1965, 1971, 1973, 1975, 1977, 1982, 1983, 1984, 1990, 1992, 2000, 2002, 2004, 2007
- Rumänischer Pokalsieger (13): 1959, 1964, 1968, 1982, 1984, 1986, 1990, 2000, 2001, 2003, 2004, 2005, 2012
- Rumänischer Supercup-Sieger (2): 2005, 2012
- Rumänischer Ligapokalsieger: 2017
- Europapokal der Landesmeister: Halbfinalist 1984
- Europapokal der Pokalsieger: Viertelfinalist 1989, Halbfinalist 1990
- UEFA-Pokal: Achtelfinalist 1982

## Ehemalige Spieler
- Ioan Andone
- Ionel Augustin
- Carol Bartha
- Adrian Bumbescu
- Rodion Cămătaru
- Florin Cheran
- Vasile Chitaru
- Adrian Cristea
- Andrei Cristea
- Alexandru Custov
- Cosmin Contra
- Ionel Dănciulescu
- Ilie Datcu
- Augustin Deleanu
- Sulejman Demollari
- Cornel Dinu
- Marin Dragnea
- Florea Dumitrache
- Alexandru Ene
- Gheorghe Ene
- Daniel Florea
- Constantin Frățilă
- Dudu Georgescu
- Gábor Gerstenmájer
- Ion Haidu
- Cătălin Hâldan
- Michael Klein
- Mircea Lucescu
- Ioan Lupescu
- Dorin Mateuț
- Cosmin Matei
- Patrick Ekeng
- Adrian Mihalcea
- Gheorghe Mihali
- Viorel Moldovan
- Dumitru Moraru
- Gheorghe Mulțescu
- Dorinel Munteanu
- Cătălin Munteanu
- Adrian Mutu
- Valentin Năstase
- Alexandru Nicolae
- Marius Niculae
- Claudiu Niculescu
- Ion Nunweiller
- Lică Nunweiller
- Radu Nunweiller
- Costel Orac
- Titus Ozon
- Ion Pârcălab
- Florentin Petre
- Emil Petru
- Cornel Popa
- Florin Răducioiu
- Ștefan Radu
- Mircea Rednic
- Gabriel Sandu
- Bogdan Stelea
- Alexander Szatmári
- Cornel Țălnar
- Giani Kiriță
- Florea Văetuș
- Iosif Varga
- Ianis Zicu

## Trainer
- Coloman Braun-Bogdan (1948–1952)
- Nicolae Dumitru (1962, 1969–1970, 1971–1972, 1974–1976, 1982–1984)
- Bazil Marian (1968–1969)
- Cornel Dinu (September 1984 – April 1985, 1996, April 1998 – August 2001, Oktober 2002 – März 2003, November 2007)
- Mircea Lucescu (1985–1990)
- Ion Moldovan (1994, 2002)
- Viorel Hizo (1997 – 5. April 1998)
- Cornel Țălnar (1997, 2007–2008, 31. März 2008 – Juni 2008, 2009–2010, Dezember 2012 – Mai 2013)
- Marin Ion (August 2001 – April 2002, Oktober 2009)
- Ioan Andone (März 2003 – Dezember 2005, Sommer 2010 – 4. Juli 2011)
- Esteban Vigo (2005 – 2006)
- Mircea Rednic (12. Juni 2006 – 2. September 2007, Juni 2008 – Juni 2009)
- Walter Zenga (5. September 2007 – 25. November 2007)
- Gheorghe Mulțescu (März 2008, Juni 2013 – September 2013)
- Dario Bonetti (23. Juni 2009 – Oktober 2009, 10. April 2012 – 14. November 2012)
- Liviu Ciobotariu (11. Juli 2011 – 10. April 2012)
- Dorinel Munteanu (November 2012 – Dezember 2012)
- Flavius Stoican (September 2013 – November 2014, März 2015 – Mai 2015)
- Ionel Dănciulescu (November 2014 – Dezember 2014)
- Mihai Teja (Januar 2015 – Mai 2015)
- Mircea Rednic (Mai 2015)